# 格拉芬施拉格
格拉芬施拉格是奥地利下奥地利州茨韦特尔县的一个市镇。总面积34.05平方公里，总人口896人，人口密度26.3人/平方公里（2005年）。